# De groente-ezel
De groente-ezel is een sprookje dat werd genoteerd door de gebroeders Grimm voor Kinder- und Hausmärchen met volgnummer KHM122. De oorspronkelijke naam is Der Krautesel.

## Het verhaal
Een jonge jager loopt in het bos als een oud moedertje hem om wat voedsel vraagt. Hij geeft wat hij kan missen en wil doorlopen, maar de oude vrouw wil hem nog iets geven voor zijn goedhartigheid. Op zijn weg zal een boom met negen vogels staan, ze vechten om een mantel. Als hij met zijn buks schiet zal er één vogel geraakt worden en zullen ze de mantel aan hem geven. Met deze wensmantel kan de jager overal komen, hij hoeft dit alleen te wensen als hij de mantel draagt. Het hart van de vogel moet opgegeten worden en dan zal de jager elke ochtend een gouden munt onder zijn kussen vinden. Na honderd stappen is de man bij de boom en hij hoort vogels krijsen. De man schiet en de vogels vluchten, één vogel valt dood neer en de jager eet zijn hart. Hij neemt de mantel mee naar huis en de volgende ochtend ligt er inderdaad een gouden munt onder zijn kussen. De jager spaart veel goud op en trekt de wijde wereld in. Hij neemt zijn weitas en geweer mee en komt bij een kasteel.
Een oude vrouw met een mooi meisje kijken naar hem en de oude vrouw vertelt het meisje dat de jongeman een schat in zijn buik heeft. De heks wil het vogelhart en het meisje moet dit voor haar pakken. De jager vindt het meisje erg mooi en komt onder haar bekoring, hij wordt hartelijk onthaald. Al snel denkt hij aan niets anders dan het heksenmeisje. De oude vrouw maakt een toverdrank en het meisje geeft dit aan de jager, waarna hij het vogelhart uitbraakt. Daarna vindt de jager geen goudstukken meer onder zijn kussen. Het meisje eet het vogelhart op en de oude vrouw haalt elke ochtend de gouden munt onder haar kussen vandaan. De oude vrouw wil dan de wensmantel, maar het meisje sputtert tegen. De vrouw wordt kwaad en vertelt wat het meisje moet doen. Op een dag staart het meisje in de verte door het raam en ze lijkt erg bedroefd. Ze vertelt de jager over de Granaatberg met kostbare edelstenen.
De jager wenst zich op de Granaatberg en het meisje is bij hem. Er zijn vele edelstenen en ze zoeken de mooiste uit. De oude vrouw betovert de jager en zijn ogen worden zwaar. Hij rust met zijn hoofd in de schoot van het meisje en valt in slaap. Zij haalt de mantel van zijn schouders en raapt granaten en edelstenen op, waarna ze zichzelf naar huis wenst. Als de jager wakker wordt, vindt hij de ontrouw in de wereld erg groot. Hij ziet drie reuzen aankomen en doet alsof hij slaapt. De reuzen zien hem, maar laten hem liggen. De jager hoort dat de wolken hem zullen grijpen en meenemen en als de reuzen verder gelopen zijn, klimt hij hoger. Een wolkje grijpt hem en hij zweeft langs de hemel en landt in een ommuurde tuin. Hij ziet geen fruit, alleen groente en eet van de sla. Hij verandert in een ezel en eet later van andere sla, waarna hij weer mens wordt. De jager valt in slaap en neemt de volgende ochtend wat van beide kroppen sla mee. De jager komt bij het kasteel van zijn geliefde en hij maakt zijn gezicht bruin, zodat ze hem niet herkennen. Hij vertelt dat hij een boodschapper van de koning is en de lekkerste sla moet zoeken.
Als de oude vrouw hoort dat hij de sla bij zich heeft, wil ze dit proeven. Hij geeft de kwaadaardige krop aan de heks en ze verandert in een ezelin. De meid ziet de sla en proeft er van en wordt ook een ezelin. Ook het heksenmeisje eet van de sla en ook zij holt als ezel naar de binnenplaats. De jager wast zijn gezicht en vertelt dat dit het loon voor trouweloosheid is. Hij bindt ze aan een touw en gaat naar een molen. De jager wil de molenaar betalen als hij voor de dieren zal zorgen, hij moet de oude ezelin elke dag drie klappen geven en één keer voer. De jongere moet één keer klappen krijgen en drie keer voer en de jongste mag geen klappen krijgen, maar wel driemaal voer. Hij gaat terug naar het kasteel en hoort na een paar dagen dat de oude ezelin is gestorven. De andere ezelinnen zijn erg treurig en de jager krijgt medelijden. De molenaar brengt de dieren terug en ze eten van de goedaardige sla. Het meisje valt op haar knieën en vraagt vergeving voor haar daden. Ze vertelt dat haar moeder haar gedwongen heeft. Ze wil een braakmiddel nemen en vertelt waar de wensmantel is. De jongeman zegt dat ze het vogelhart mag houden, hij wil met haar trouwen en de bruiloft wordt gevierd.

## Achtergronden
- Het sprookje komt uit de omgeving van Paderborn.
- De mens die in een ezel verandert, is ook te vinden bij Apuleius (ca. 150 n.Chr.).
- Het eten van een vogelhart komt ook voor in De twee gebroeders (KHM60).
- Het goudstuk komt ook voor in De goudkinderen (KHM85).
- Een mens omgetoverd als dier komt voor in bijvoorbeeld De kikkerkoning (KHM1), De twaalf broeders (KHM9), Broertje en zusje (KHM11), De drie mannetjes in het bos (KHM13), De drie veren (KHMfuck u x63), De gauwdief en zijn meester (KHM93), De ijzeren kachel (KHM127), Het lammetje en het visje (KHM141), Sneeuwwitje en Rozerood (KHM161), Het boshuis (KHM169) enDe kristallen bol (KHM197).
- De behulpzame oude vrouw komt in vele sprookjes voor, bijvoorbeeld in De twaalf broers (KHM9), De duivel met de drie gouden haren (KHM29), De roverbruidegom (KHM40), De drie vogeltjes (KHM96), De zoete pap (KHM103), De duivel en zijn grootmoeder (KHM125), De stukgedanste schoentjes (KHM133), De ganzenhoedster aan de bron (KHM179), De waternimf in de vijver (KHM181), De ware bruid (KHM186), Het klosje, de schietspoel en de naald (KHM188), De oude Rinkrank (KHM196) en De laars van buffelleer (KHM199).
- De sla of levenskruit komt ook voor in Raponsje (KHM12), De drie slangenbladeren (KHM16), De dood als peet (KHM44) en De twee broers (KHM60).
- De tovermantel en Granaatberg / Glazen berg komen voor in De koning van de gouden berg (KHM92), De raaf (KHM93), De stukgedanste schoentjes (KHM133), De tamboer (KHM193), De kristallen bol (KHM197) en in het verhaal over de tweede reis van Sinbad de zeeman. De glazen berg staat symbool voor het einde van de wereld, zie ook De ijzeren kachel (KHM127) en De trommelslager (KHM193). Volgens sommigen is het een beeld van het hiernamaals of de onderwereld.